# Salsicha de Lincolnshire
As salsichas de Lincolnshire são uma variedade de salsichas de porco desenvolvidadas no condado inglês de Lincolnshire. Ao contrário de outras salsichas inglesas como a de Cumberland cujo sabor é dominado pelo tempero apimentado, este tipo de salsicha é produzida com condimento à base de ervas. São caracterizadas pelo textura grossa dado que a carne não é finamente moída.
Em 2004, um grupo de 13 produtores começaram movimentos para proteger o nome sob o status de Denominação de Origem Protegida. A proposta exige que a salsicha para receber o nome deveria, não só ser produzida no condado de Lincolnshire, como atender a certos requisitos de qualidade como conter pelo menos 70% de carne de porco grossamente moída e 25% de gordura. Não há padrão para o comprimento nem largura das salsichas.